# Sportbladet
Sportbladet är en svensk sporttidning som ingår i Aftonbladet. Den har sedan maj 2000 utkommit med den svenska dagstidningen Aftonbladet. Den tryckta variantens sportsidor hade tidigare ingått i själva tidningen. Sportbladet trycks på rosa papper, precis som förebilden La Gazzetta dello Sport i Italien. 2009 hade tidningen 867 000 läsare.

## Några skribenter i Sportbladet
- Simon Bank
- Erik Niva
- Jennifer Wegerup
- Robert Laul
- Lasse Anrell
- Markus Eriksson
- Mats Wennerholm
- Marcus Leifby
- Kalle Karlsson
- Johanna Frändén
- Tomas Ros